# Xuân Nhật cục
Xuân Nhật cục (春日局 Kasuga no Tsubone, 1579 – 26 tháng 10 năm 1643)  là một vị nữ quan Đại Áo. Là cháu ngoại của Inaba Yoshimichi, bà xuất thân từ một gia tộc samurai nổi tiếng của Nhật Bản vào thời kì Azuchi- Momoyama và thời kì Edo. Bà có húy danh là Saitō Fuku (斉藤福 (齊藤福) (Trai Đằng Phước)) hay gọi tắt là Ofuku, vốn là con gái của Saitō Toshimitsu (cận thần của tướng Akechi Mitsuhide). Ofuku từng là nhũ mẫu của Tokugawa Iemitsu - tướng quân thứ ba của Mạc phủ Tokugawa. Bà được coi là một trong những nữ chính trị gia giỏi nhất trong thời kỳ cận đại, với việc tham dự các cuộc đàm phán trong triều đình và có công góp phần duy trì sự ổn định trong Mạc phủ Tokugawa.

## Cuộc đời
Ofuku kết hôn với Inaba Masanari và sinh hạ được ba người con trai, bao gồm Inaba Masakatsu, và một con trai nuôi là Hotta Masatoshi.
Bà là người đã thiết lập các quy tắc trong Đại Áo thành Giang Hộ. Năm 1607, sau khi Iemitsu trở thành Tướng quân, bà được phong làm Thượng Lạp Ngự Niên Ký (上臈御年寄), là tước vị cao nhất của nữ quan trong hậu cung Edo. Việc sắc phong được đề xuất bởi Ngự Đài sở Oeyo. Lúc này, tầm ảnh hưởng của bà đã ngang hàng với các Lão Trung (老中 (Lão trung) Rōjū) trong thành Edo.
Năm 1629, Ofuku tới kinh đô và yết kiến Thiên hoàng tại hoàng cung Kyoto. Bà đã được phong Nhị vị; kể từ đó, bà được mọi người gọi là Xuân Nhật cục (Kasuga-no-Tsubone) hay gọi giản là nữ quan Kasuga (Xuân Nhật Nữ quan).
Năm 1643, bà qua đời và được chôn cất tại Rinshō-in, một tu viện ở Bunkyō, Tokyo; hiện tu viện này đang sở hữu một bức chân dung của bà được vẽ bởi Kanō Tan'yū. Tên của bà được đặt tên cho một khu phố của Bunkyou, là phố Kasuga. Một ngôi mộ thờ khác của bà đang ở Odawara, tỉnh Kanagawa.